# Demir Boraczew
Demir Dimitrow Boraczew (bułg. Демир Димитров Борачев, ur. 23 lutego 1910 w Nikołaewce w obwodzie Warna, zm. 18 stycznia 1995) – bułgarski polityk komunistyczny i wojskowy, generał pułkownik.

## Życiorys
Od 1931 działał w BPK, 1931–1933 studiował w Szumeńskim Instytucie Nauczycielskim, podczas studiów prowadził aktywną działalność rewolucyjną, 1933 przeszedł na nielegalną stopę. W maju 1933 został aresztowany i zgodnie z Prawem o Ochronie Państwa skazany na karę śmierci, zamienioną później na więzienie. W maju 1941 zwolniony, został sekretarzem wiejskiego rejonu partyjnego w Warnie, po 22 czerwca 1941 znowu przeszedł na nielegalną stopę, został członkiem komisji wojskowej przy Komitecie Okręgowym BPK, od maja 1942 został dowódcą i komisarzem politycznym oddziału partyzanckiego „Duma Narodowa” działającego w górach Stara Płanina. Członek Komitetu Okręgowego BPK, od lipca 1943 komisarz polityczny 10 Warneńskiej Powstańczej Strefy Operacyjnej, podczas II wojny światowej został dwukrotnie skazany zaocznie na karę śmierci. Po przewrocie w Bułgarii 9 września 1944 członek Biura Komitetu Okręgowego i Obwodowego BPK w Warnie i Komitetu Obwodowego Frontu Ojczyźnianego, dowódca Gwardii Ludowej i Milicji Ludowej, 1944–1945 pomocnik dowódcy 4 Dywizji Presławskiej ds. politycznych. Po wojnie wrócił do pracy partyjnej w Warnie, od 1946 służył w Bułgarskiej Armii Ludowej, ukończył Wyższe Kursy Oficerskie „Wystrieł” w Moskwie, dowodził pułkiem, a od 1949 dywizją. W 1953 ukończył Wyższą Akademię Wojskową im. Woroszyłowa, otrzymał stopień generała majora i został dowódcą korpusu, a w 1954 dowódcą 3 Armii, 1955–1956 był zastępcą szefa Sztabu Generalnego Bułgarskiej Armii Ludowej. Od 1956 kierownik Wydziału „Organy Administracyjne” KC BPK, od 1958 zastępca członka KC BPK, od 1959 generał porucznik, od 23 grudnia 1959 do 21 lipca 1965 zastępca ministra spraw wewnętrznych Ludowej Republiki Bułgarii. Od 21 lipca 1965 do 10 lutego 1969 I zastępca ministra spraw wewnętrznych LRB, od 10 lutego 1969 do października 1973 ponownie zastępca ministra spraw wewnętrznych (od 1969 generał pułkownik), następnie zwolniony. 1962–1986 członek KC BPK.

## Odznaczenia
- Order Georgi Dimitrowa (czterokrotnie)
- Order Ludowej Republiki Bułgarii I klasy
- Order Czerwonego Sztandaru (ZSRR
- Order Czerwonej Gwiazdy

I inne ordery, a także medale.